# Найт, Джейсон
Дже́йсон Пол Найт (англ. Jason Paul Knight; родился 13 февраля 2001) — ирландский футболист, полузащитник английского клуба «Бристоль Сити» и национальной сборной Ирландии.

## Клубная карьера
Уроженец Дублина, Адам начал тренироваться в футбольной академии «Кабинтили» в 2005 году в возрасте четырёх лет. Провёл в этой академии двенадцать лет, после чего перешёл в академию английского клуба «Дерби Каунти» в 2017 году. 5 августа 2019 года дебютировал в основном составе «баранов» в матче Чемпионшипа против «Хаддерсфилд Таун». 30 декабря 2019 года впервые забил за «Дерби Каунти», сделав «дубль» в матче Чемпионшипа против «Чарльтон Атлетик». В январе 2020 года подписал с клубом новый контракт до 2023 года.

## Карьера в сборной
Выступал за сборные Ирландии до 17, до 18, до 19 лет и до 21 года.
14 октября 2020 года дебютировал в составе первой сборной Ирландии в матче против Финляндии.

## Личная жизнь
Брат Джейсона, Кевин Найт, также является футболистом.